# Guillaume Faivre
Guillaume Faivre (Berna, 20 febbraio 1987) è un ex calciatore svizzero, di ruolo portiere.

## Palmarès

### Club

#### Competizioni nazionali
- Coppa del Liechtenstein: 1

Vaduz: 2010-2011
- Campionato svizzero: 1

Young Boys: 2020-2021